# Mostrenco
Por mostrenco, dentro del derecho civil y administrativo, se entiende los bienes muebles—denominados bienes mostrencos— que no tienen dueño conocido. Esto puede suceder tanto por no haber tenido nunca un dueño, o porque  el  dueño ha dejado en evidente abandono al bien, o todavía el último dueño es no habido, o ha muerto sin establecer su destino.
Sin embargo, de acuerdo con el diccionario de la RAE, el término mostrenco tiene coloquialmente otro sentido totalmente diferente; se usa como sinónimo de: ignorante; torpe; bruto; rudo.
En el glosario de términos gauchescos y criollos de Argentina, se define por "mostrenco" a un animal ajeno.